# Peperomia trinervula
Peperomia trinervula är en pepparväxtart som beskrevs av C. Dc.. Peperomia trinervula ingår i släktet peperomior, och familjen pepparväxter. Inga underarter finns listade i Catalogue of Life.